# Bandera del estado de Nueva York

Bandera del gobernador de Nueva York.

Bandera del estado de Nueva York (1778-1901).

La bandera del Estado de Nueva York lleva el escudo del estado en un fondo azul junto con dos soportes:
- Izquierda: la libertad, con el gorro frigio revolucionario sujeto en un palo. A sus pies una corona, que representa la independencia del Reino de Gran Bretaña.

- Derecha: la justicia con la balanza y la espada.

Lleva el lema Excelsior en la parte inferior, una palabra del latín cuyo significado puede ser el de "superior", "excelencia" o "señorial".
El color de la bandera fue cambiado mediante ley el 2 de abril de 1901.